# 沼津卸商社センター
協同組合沼津卸商社センター（きょうどうくみあいぬまづおろししょうしゃセンター）は、静岡県駿東郡清水町卸団地203番地にある、卸売問屋等が集まって設立された組合である。
同地及び周辺で運営している商業地域は、「沼津卸団地」（卸団地）と呼ばれる。

## 概要
卸団地は、複数の企業や商店からなり、静岡県東部を中心とした商圏を持つ物流拠点となっている商業地域である。同地域の南側には飲料や食料を中心に扱う「食遊市場」があり、一般の個人でも商品を購入することが可能で、また同施設では個人消費者向けの小売単位での商品販売が行われている。食遊市場以外の企業・商店でも、個人が購入すること自体は可能だが、その場合は小売単位ではなくケースないしカートン単位のまとめ売りによる販売が主体である。ただし地域内にも沼津卸商社センター内の需要に対応した小売店もあり、こちらは小売を専門とする。
沼津市の沼津駅北口にあった市場やその他の商店・卸売り店が集まって、清水町と沼津市との合併を前提として造成された。食品関連10社、建材鋼材関連16社、繊維関連9社、文具雑貨関連24社、食遊市場22社等々から成り立っている。

### 組合会館
沼津卸商社センター組合会館は旧食品卸センターの並びにあり、清水町立清水中学校前のT字路を入っていったところにある。建物内には簡易郵便局や複数の飲食店・喫茶店、歯医者があり、また併設された展示場では展示会などイベントが開催されることがある。

### 食遊市場
食遊市場は1999年（平成11年）に、主に組合会館に通りをはさんで立地していた旧「食品卸センター」に店舗を構えていた複数の商店が移動する形でオープンした集合店舗である。前述の通り卸売りから個人購入に対応した小売までを行っており、また定期的に特売日があり、毎月第1木-土曜日の3日間には「食遊祭」と題した特売を行っている。商店の種類と取り扱い品目の詳細は、公式サイトを参照。
定休日は日曜日で、それ以外の祝祭日は正月の三箇日とゴールデンウィークの一部、お盆シーズンの夏季休業を除き、毎日午前6時から午後5時まで営業している。
北西
- 城間(しろま)商店 - 生活雑貨。
- みぞた商店 - 製菓。
- 小林花店 花のコバヤシ - 生花。
- 松村商店 - 海産物・加工品。
- 角三(かくさん)食品 - 漬物・佃煮。

北中央
- 服部海苔店 - 海苔・茶。
- 大野商店 - 米。
- 大塚商店 - 乾物・飲料・業務用食材。
- ミートピアホートク - 食肉。

北東
- サスヨ海産 - 海産物・干物。
- 坂部のり - 海苔・乾物・茶。
- TIME MACHINE(タイムマシン)ススム家 - 菓子・飲料・業務用食材。

南西
- 八百はら商店 - 青果。
- とりうし精肉店 - 食肉・加工品・珍味。
- 海野(うんの)商店 - 青果。

南中央
- バンデロール ブーランジュール - パン。
- 福智 - 卵・パン・乳製品。
  - フクちゃん食堂
- 綾市(あやいち)商店 - 海産物・干物・乾物。
- かのや商店 - 酒・飲料・タバコ・宝くじ。

南東
- 田中屋商店 - 干物・練り製品・冷凍食品・惣菜。
- トーホー・C&C静岡 こまつや - 飲料・酒・米・調味料・業務用食材。
- 市場食堂きくち - 定食。

## 沿革
- 1968年 - 造成開始。
- 1969年 - 組合会館が完成。
- 1999年 - 食遊市場オープン。

## 交通手段
- バス
  - JR三島駅または沼津駅から、沼津登山東海バス「卸団地経由」乗車。
- 乗用車
  - 国道1号三島バイパス清水町玉川交差点から南へ。静岡県道144号下土狩徳倉沼津港線を通り、清水町立清水中学校前の交差点を東へ曲がると卸団地区内に到達する。

卸団地の案内図が卸商社センター向かいに立てられている。